# Notothenia cyanobrancha
Notothenia cyanobrancha är en fiskart som beskrevs av Richardson, 1844. Notothenia cyanobrancha ingår i släktet Notothenia och familjen Nototheniidae. Inga underarter finns listade i Catalogue of Life.